# مقاطعة أشلي (أركنساس)
مقاطعة أشلي (بالإنجليزية: Ashley County)‏ هي إحدى مقاطعات ولاية أركنساس في الولايات المتحدة الأمريكية.

## أعلام
- جيسي كلارك